# Vineridina
Vineridina (vineridin) es uno de los alcaloides de la vinca.